# 彼まで♥km
『彼まで♥km』（かれまでラブキロメートル）は、原田妙子による日本の漫画作品。『マーガレット』（集英社）2000年7号から2003年9号まで連載された。

## あらすじ
クラスの中で目立たない七原美優はかっこよくて何でもできる南友也のことが好きだが、南は女の子に告白されても振ってしまう。そんな南に告白する勇気のない美優は…。

## 登場人物
七原美優（ななはら みゆう）
主人公。南に好意を抱く。地味で子供っぽく、顔は「ブス」と多くの人物に評されている。他人に気を遣うあまり、言いたいことをハッキリ言えない性格の持ち主。その一方で激情に駆られると、必要以上のことを口に出し自らの立場を不利に追いやってしまう場面が頻繁に見られる。感情の起伏が激しく、気持ちが高揚すると即座に涙を流す。辛い状況に陥ると走って逃げ出すことが多い。行動源は全て南であり、苦手としている運動や勉強も南のためなら努力を惜しまない。様々な苦境を乗り越えた末についに南と両想いになるが、そのために互いの学業成績を落としてしまう。双方の母親から交際を反対されるものの、第一志望校に合格すると啖呵を切り、絶え間ない努力の果てに見事S女学院に合格した。
作者は『マーガレット』で連載することに自信が持てず、後ろ向きな気持ちで執筆していたことが美優の性格設定に影響を及ぼしたのではないかと分析している。
南友也（みなみ ともや）
学校中に人気がある美男子。学年成績1位、集英ゼミナールではSクラスから一度も外れたことが無く、運動神経も抜群。クールだが正義感が強く優しい人物。美優の素直な性格に惹かれ告白し、恋人同士となる。しかし恋愛にのめり込みすぎたあまり学業成績を激しく落としてしまい、夫の会社を継がせたいと考えていた母親にロンドンへの留学を強制される。反発した南は空港から脱走、住み込みでペンションに働かせてもらい逃亡生活を送った。美優との交際を続けるため再び勉学に熱を入れ、卒業後は名門校のK高への入学を決めている。何人もの女子生徒に告白されその都度振ってきたのは「形から付き合っても結局傷つけるだけ」「本当に好きな奴とはちゃんと付き合いたい」という持論の現れ。
深谷隆二（ふかや りゅうじ）
T大生。史上初3年連続ミスターK高の経歴を持つ美青年。南兄とは高校時代からの友人で、彼と同様に女性関係の噂が耐えない。相手の心を見透かすのが得意。美優の家庭教師となり、からかいの対象にして面白がっていたが「先生は人を好きになったことないんですか?」という問い詰めが心に残り続け、いつしか本気で美優をS女学院に合格させるよう努めた。軟派な反面、年齢相応の落ち着きと物事の対処法を身につけており、美優が突発的に南を探しに家を飛び出した際も、美優の母にすかさずフォローを入れている。美優への思い入れは日に日に増し、最終的には美優を可愛いとまで思うようになった。
鈴村由香（すずむら ゆか）
美優のクラスメイト。気さくな性格の美少女。ミーハーとして南に注目していたが、体育委員の立場から体育祭の応援団長である南と接する機会を得たことで、次第に恋心が強まっていく。美優が南に告白する様を目撃し、裏切りを痛感した鈴村は以降無視を決め込むも、美優が他の女子生徒に苛められている現場に立ち合うと美優を助け「ハッキリしない態度がみんなを傷つける」と指摘した。ライバル関係を了承した上で仲を取り戻し、美優の唯一の友人となる。その後は冷やかし・賑やかし役と化した。卒業後はS女学院に入学している。
読者人気は主人公の美優よりも高く「鈴村さんに彼氏を作ってほしい」という手紙が何通も届いたという。南兄や深谷と付き合う案が出されたが結局実現はしなかった。
南佑也（みなみ ゆうや）
南の兄。いい加減で女好き。彼を反面教師とし南は誠実な恋愛観を培うようになった。弟思いな面はある。
池沢まどか（いけざわ-）
K高の2年生。南兄弟の友人。自称ルックスと知性を兼ね揃えた美女。見た目はギャル風だが面倒見のいい性格をしている。美優の純粋さを気に入っており、恋の助言をすることもある。
池沢しずか（いけざわ-）
まどかの妹。中学3年生。芸能人のような容姿を持つ。南に惚れ、彼を付け狙う。成績優秀でK高を視野に入れている。腹黒い性格だが、しずかに自身の欠点を忠告された美優には自覚症状があり、公平性は保有していると言える。
天野潤（あまの じゅん）
集英ゼミナールのDクラスに通う中学3年生。明るく無邪気な性格の裏で、人間観察眼に優れている。美優に思いを寄せていたが、南への思いを知り身を引く。後にまなちゃんという彼女が出来た。
山本ありさ（やまもと-）
第1話で南に降られた女子生徒。集英ゼミナールにも通っており、南と同じSクラスの生徒である。

## 書誌情報
- 原田妙子 『彼まで♥km』 集英社 〈マーガレットコミックス〉、全10巻
  1. 2000年8月25日発売[1]、『マーガレット』2000年7号 - 10号、ISBN 4-08-847263-2
    - 恋させて!（『マーガレット』1999年23号 - 2000年1号）

  2. 2000年12月15日発売[2]、『マーガレット』2000年11号 - 13号、15号 - 18号、ISBN 4-08-847317-5
  3. 2001年4月25日発売[3]、『マーガレット』2000年19号 - 23号、2001年1号 - 2号、ISBN 4-08-847359-0
  4. 2001年8月24日発行[4]、『マーガレット』2001年3・4合併号 - 10号、ISBN 4-08-847404-X
  5. 2001年12月14日発売[5]、『マーガレット』2001年11号 - 13号、15号 - 18号、ISBN 4-08-847450-3
  6. 2002年4月25日発売[6]、『マーガレット』2001年19号 - 2002年1号、ISBN 4-08-847492-9
  7. 2002年8月23日発売[7]、『マーガレット』2002年2号 - 9号、ISBN 4-08-847537-2
  8. 2003年1月24日発売[8]、『マーガレット』2002年10号 - 12号、14号 - 17号、ISBN 4-08-847588-7
  9. 2003年5月23日発売[9]、『マーガレット』2002年18号 - 21号、23号 - 2003年1号、ISBN 4-08-847629-8
  10. 2003年9月25日発売[10]、『マーガレット』2003年2号 - 9号、ISBN 4-08-847664-6